# Schinderkapelle (Bad Reichenhall)
Die Schinderkapelle in Bad Reichenhall steht unter Denkmalschutz und ist unter der Nummer D-1-72-114-174 in die Bayerische Denkmalliste eingetragen.

## Lage
Die Schinderkapelle befindet sich in Bad Reichenhall an der Wittelsbacherstraße, an der Zufahrt zu den Häusern Nr. 2a–c.

## Geschichte

### Errichtung
Die Schinderkapelle wurde 1749 in Erinnerung an die Überfälle durch Panduren zwischen 1742 und 1745 errichtet.

### Restaurierung
Um einen drohenden Verfall der Kapelle abzuwenden, wurden Ende der 1980er Jahre etwa 25.000 DM und viele ehrenamtliche Stunden durch Mitglieder des Vereins für Heimatkunde Bad Reichenhall und Umgebung e.V. in den Erhalt der Kapelle investiert. Im Zuge der Restaurierung wurde ein Fresko von 1749 freigelegt, das Bild mit dem Schweißtuch stammt aus der Zeit um 1800.
2005 startete der Verein erneut einen Spendenaufruf, um nötige Sanierungsmaßnahmen am Bauwerk durchzuführen. Das Mauerwerk wurde trockengelegt, der Dachstuhl erneuert und das Dach mit neuen Lärchenschindeln eingedeckt. Neben einer Vielzahl an Spenden beteiligten sich die Grundbesitzer und der Verein für Heimatkunde an den Kosten der Sanierung. Die Maßnahmen waren 2008 abgeschlossen.

## Beschreibung
Die Schinderkapelle weist einen ungewöhnlichen, siebeneckigen Grundriss auf. Das geschweifte Zeltdach sitzt auf einem weiß verputzten Mauerbau, ist mit Lärchenschindeln gedeckt und von einem goldenen Kreuz gekrönt. Das Rundbogenportal ist mit einem großen Eisengitter verschlossen.